# 秋川站
秋川站（日语：／ Akigawa eki */?）是一個位於東京都秋留野市油平，屬於東日本旅客鐵道（JR東日本）五日市線的鐵路車站。
秋留野市的代表車站，也是東京夏日樂園最接近的車站。

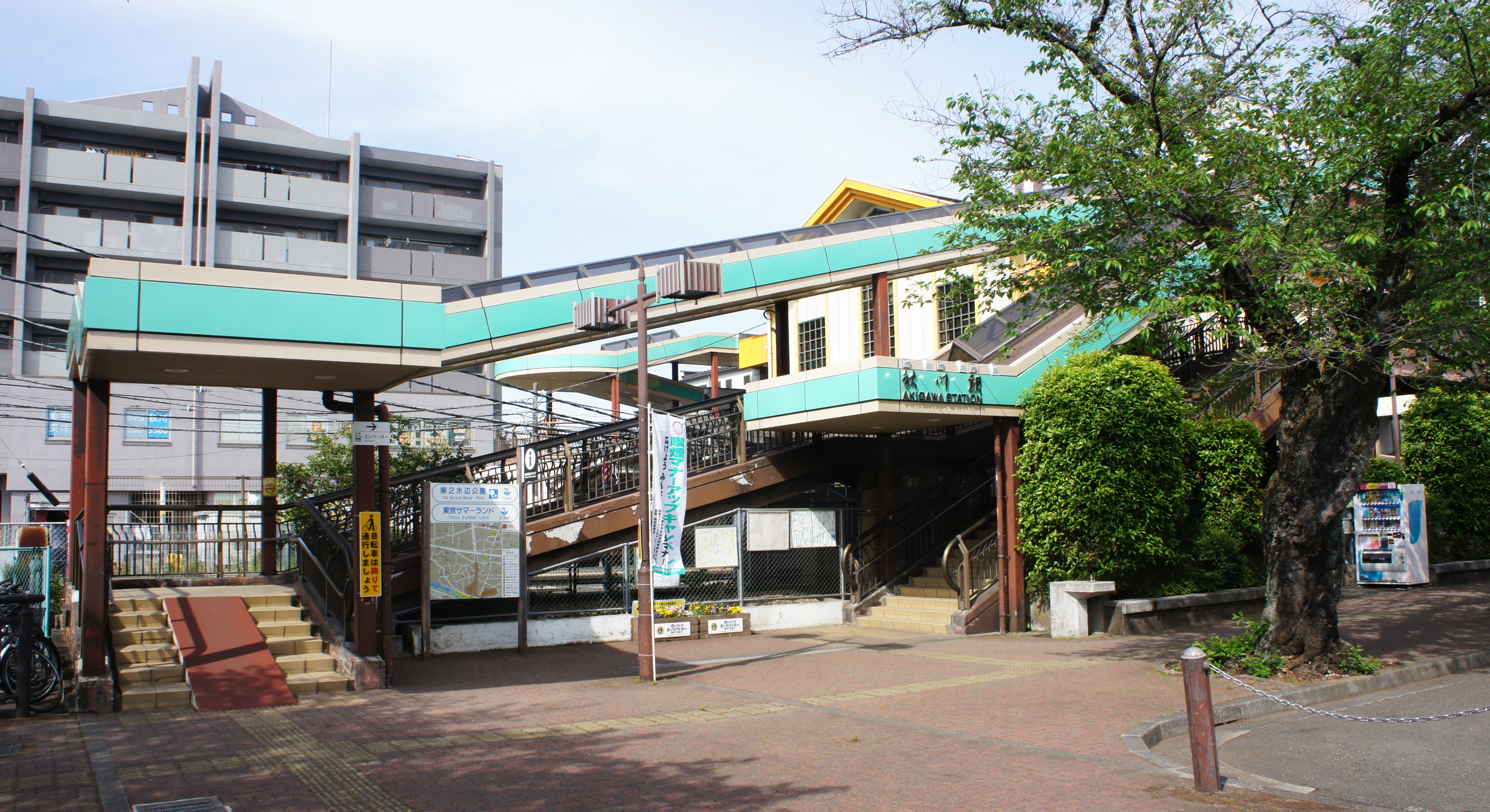
南口（2021年4月）

## 車站構造
對向式月台2面2線的地面車站，設有跨站式站房，周圍還設有斜坡。
閘內設有扶手電梯（1號月台—大堂間上行、2號月台—大堂間下行）與升降機（大堂—月台間）。廁所位於閘外（北口斜坡下）。

### 月台配置
| 月台 | 路線     | 方向 | 目的地         |
| ---- | -------- | ---- | -------------- |
| 1    | 五日市線 | 下行 | 武藏五日市方向 |
| 2    | 五日市線 | 上行 | 拜島、立川方向 |

（來源：JR東日本:車站構內圖 （页面存档备份，存于））

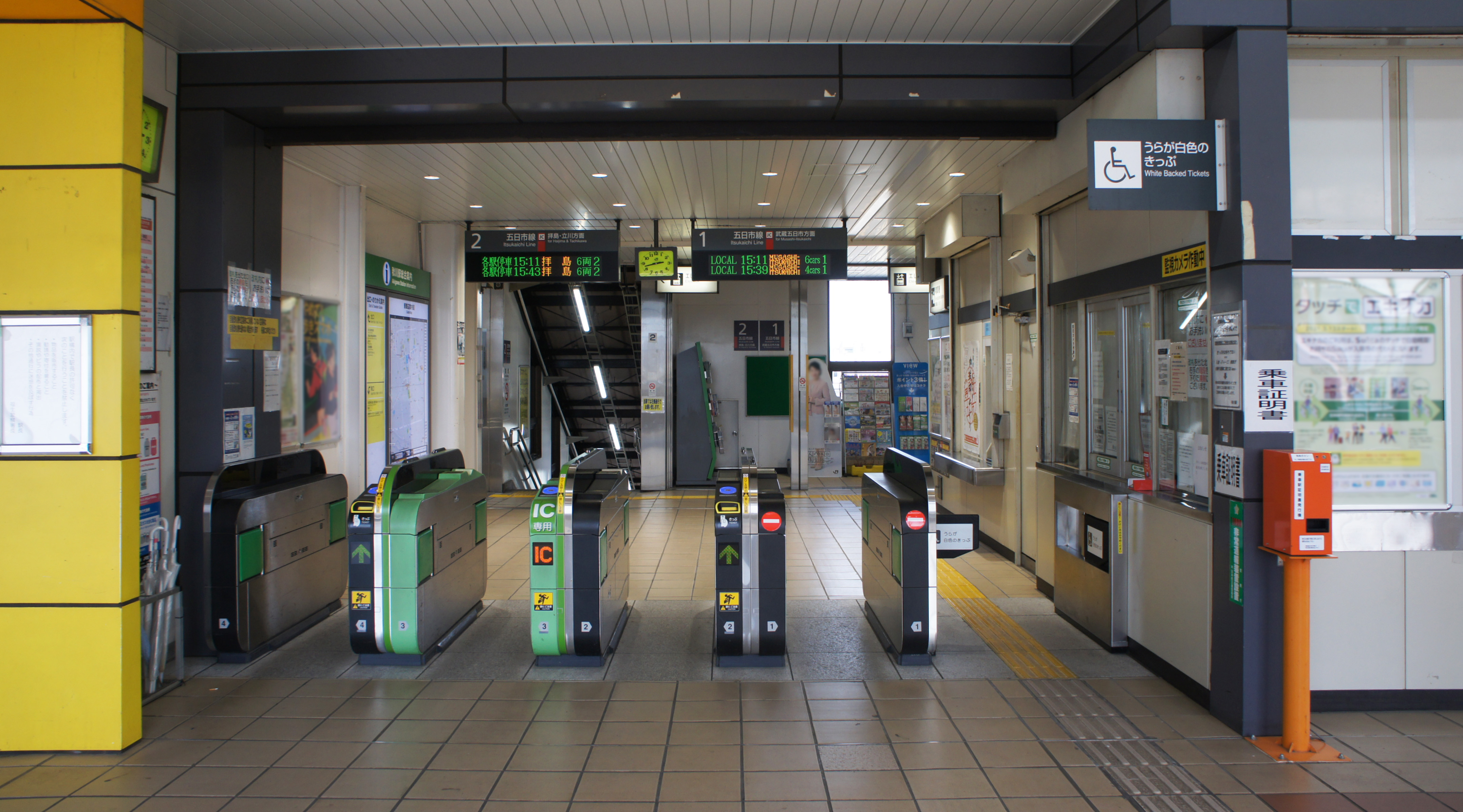
閘口（2021年4月）
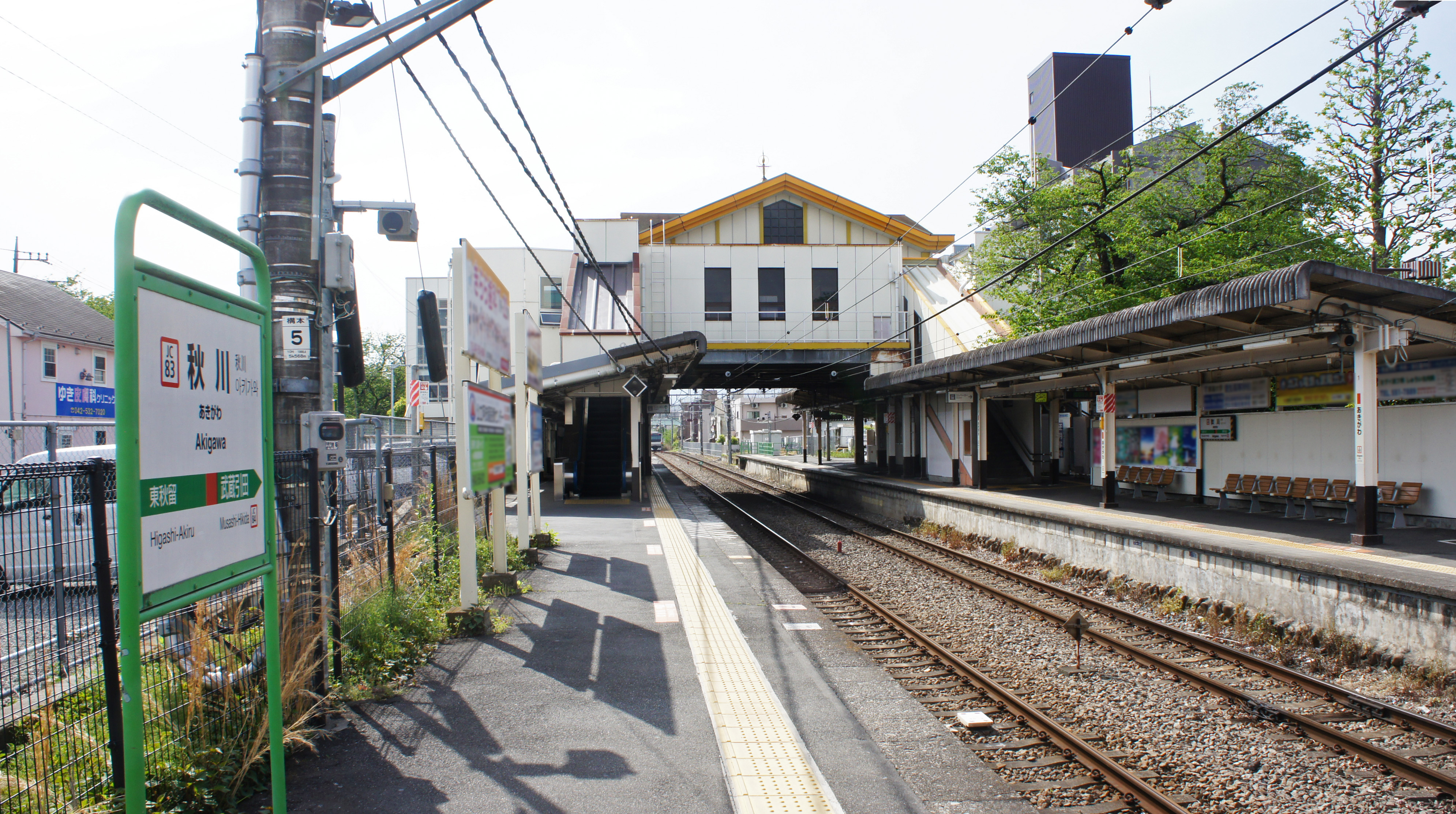
月台（2021年4月）

## 使用情況
2019年（令和元年）度1日平均上車人次為6,499人。
近年的推移如下表。
| 年度               | 1日平均 上車人次 | 來源     |
| ------------------ | ---------------- | -------- |
| 1990年（平成02年） | 4,901            | [ * 1 ]  |
| 1991年（平成03年） | 5,189            | [ * 2 ]  |
| 1992年（平成04年） | 5,397            | [ * 3 ]  |
| 1993年（平成05年） | 5,636            | [ * 4 ]  |
| 1994年（平成06年） | 6,033            | [ * 5 ]  |
| 1995年（平成07年） | 6,552            | [ * 6 ]  |
| 1996年（平成08年） | 6,734            | [ * 7 ]  |
| 1997年（平成09年） | 6,816            | [ * 8 ]  |
| 1998年（平成10年） | 6,677            | [ * 9 ]  |
| 1999年（平成11年） | 6,814            | [ * 10 ] |
| 2000年（平成12年） | 7,359            | [ * 11 ] |
| 2001年（平成13年） | 7,503            | [ * 12 ] |
| 2002年（平成14年） | 7,460            | [ * 13 ] |
| 2003年（平成15年） | 7,453            | [ * 14 ] |
| 2004年（平成16年） | 7,601            | [ * 15 ] |
| 2005年（平成17年） | 7,585            | [ * 16 ] |
| 2006年（平成18年） | 7,684            | [ * 17 ] |
| 2007年（平成19年） | 7,682            | [ * 18 ] |
| 2008年（平成20年） | 7,447            | [ * 19 ] |
| 2009年（平成21年） | 7,362            | [ * 20 ] |
| 2010年（平成22年） | 7,358            | [ * 21 ] |
| 2011年（平成23年） | 7,310            | [ * 22 ] |
| 2012年（平成24年） | 7,408            | [ * 23 ] |
| 2013年（平成25年） | 7,480            | [ * 24 ] |
| 2014年（平成26年） | 7,226            | [ * 25 ] |
| 2015年（平成27年） | 7,253            | [ * 26 ] |
| 2016年（平成28年） | 7,222            | [ * 27 ] |
| 2017年（平成29年） | 7,214            | [ * 28 ] |
| 2018年（平成30年） | 6,690            | [ * 29 ] |
| 2019年（令和元年） | 6,499            |          |

## 歷史
本站開業時名稱為「西秋留站」，與相鄰的東秋留站相對。其後秋川市成立，本站成為秋川市的玄關車站，因而改為現稱。其後秋川市併入秋留野市，本站仍為秋留野市的玄關車站。
- 1925年（大正14年）4月21日－五日市鐵道 拜島－武藏五日市段開通同日，西秋留站開業，兼營客、貨運業務。
- 1940年（昭和15年）10月3日－五日市鐵道併入南武鐵道，本站成為南武鐵道車站。
- 1944年（昭和19年）4月1日－南武鐵道被國有化，成為日本國有鐵道（日本國鐵）五日市線車站。
- 1961年（昭和36年）4月15日－停辦貨運業務。
- 1987年（昭和62年）
  - 3月31日－改稱為秋川站。
  - 4月1日－國鐵分割民營化，本站由JR東日本接手經營。
- 2001年（平成13年）11月18日－JR東日本的智能卡系統Suica正式投入服務。
- 2006年（平成18年）3月16日－本站綠色窗口關閉，劃位車票業務以代替。
- 2012年（平成24年）2月20日－被多功能售票機取代。

## 相鄰車站
東日本旅客鐵道
 五日市線
■青梅特快、■快速、■各站停車（所有列車在五日市線內均為各站停車）
東秋留（JC 82）－秋川（JC 83）－武藏引田（JC 84）

### 使用情況
1. ↑  東京都統計年鑑 （页面存档备份，存于） - 東京都
2. ↑  統計 （页面存档备份，存于） - あきる野市

JR東日本2000年度以後的上車人次
1. ↑  各駅の乗車人員（2000年度） （页面存档备份，存于） - JR東日本
2. ↑  各駅の乗車人員（2001年度） （页面存档备份，存于） - JR東日本
3. ↑  各駅の乗車人員（2002年度） （页面存档备份，存于） - JR東日本
4. ↑  各駅の乗車人員（2003年度） （页面存档备份，存于） - JR東日本
5. ↑  各駅の乗車人員（2004年度） （页面存档备份，存于） - JR東日本
6. ↑  各駅の乗車人員（2005年度） （页面存档备份，存于） - JR東日本
7. ↑  各駅の乗車人員（2006年度） （页面存档备份，存于） - JR東日本
8. ↑  各駅の乗車人員（2007年度） （页面存档备份，存于） - JR東日本
9. ↑  各駅の乗車人員（2008年度） （页面存档备份，存于） - JR東日本
10. ↑  各駅の乗車人員（2009年度） （页面存档备份，存于） - JR東日本
11. ↑  各駅の乗車人員（2010年度） （页面存档备份，存于） - JR東日本
12. ↑  各駅の乗車人員（2011年度） （页面存档备份，存于） - JR東日本
13. ↑  各駅の乗車人員（2012年度） （页面存档备份，存于） - JR東日本
14. ↑  各駅の乗車人員（2013年度） （页面存档备份，存于） - JR東日本
15. ↑  各駅の乗車人員（2014年度） （页面存档备份，存于） - JR東日本
16. ↑  各駅の乗車人員（2015年度） （页面存档备份，存于） - JR東日本
17. ↑  各駅の乗車人員（2016年度） （页面存档备份，存于） - JR東日本
18. ↑  各駅の乗車人員（2017年度） （页面存档备份，存于） - JR東日本
19. ↑  各駅の乗車人員（2018年度） （页面存档备份，存于） - JR東日本
20. ↑  各駅の乗車人員（2019年度） （页面存档备份，存于） - JR東日本

東京都統計年鑑
1. ↑  .   [2014-11-16]. （原始内容存档于2016-03-05）.
2. ↑  .   [2014-11-16]. （原始内容存档于2016-03-05）.
3. ↑  .   [2013-07-13]. （原始内容存档于2013-08-15）.
4. ↑  .   [2013-07-13]. （原始内容存档于2013-02-03）.
5. ↑  .   [2013-07-13]. （原始内容存档于2013-02-03）.
6. ↑  .   [2013-07-13]. （原始内容存档于2013-02-03）.
7. ↑  .   [2013-07-13]. （原始内容存档于2013-02-03）.
8. ↑  .   [2013-07-13]. （原始内容存档于2016-03-04）.
9. ↑  東京都統計年鑑（平成10年）PDF
10. ↑  東京都統計年鑑（平成11年）PDF
11. ↑  .   [2017-12-10]. （原始内容存档于2016-03-04）.
12. ↑  .   [2017-12-10]. （原始内容存档于2016-03-04）.
13. ↑  .   [2017-12-10]. （原始内容存档于2017-07-29）.
14. ↑  .   [2017-12-10]. （原始内容存档于2017-07-29）.
15. ↑  .   [2017-12-10]. （原始内容存档于2017-07-29）.
16. ↑  .   [2017-12-10]. （原始内容存档于2017-07-29）.
17. ↑  .   [2017-12-10]. （原始内容存档于2017-07-29）.
18. ↑  .   [2017-12-10]. （原始内容存档于2017-07-29）.
19. ↑  .   [2017-12-10]. （原始内容存档于2017-07-29）.
20. ↑  .   [2017-12-10]. （原始内容存档于2016-03-26）.
21. ↑  .   [2017-12-10]. （原始内容存档于2016-03-27）.
22. ↑  .   [2017-12-10]. （原始内容存档于2016-03-25）.
23. ↑  .   [2017-12-10]. （原始内容存档于2016-03-27）.
24. ↑  .   [2017-12-10]. （原始内容存档于2016-03-22）.
25. ↑  .   [2017-12-10]. （原始内容存档于2017-07-30）.
26. ↑  .   [2017-12-10]. （原始内容存档于2018-11-09）.
27. ↑  .   [2020-07-29]. （原始内容存档于2019-05-02）.
28. ↑  .   [2020-07-29]. （原始内容存档于2019-12-03）.
29. ↑  .   [2020-07-29]. （原始内容存档于2020-08-04）.

## 外部連結
- 車站資訊（秋川）：東日本旅客鐵道

35°43′41″N 139°17′12″E / 35.72806°N 139.28667°E